# Plaquiste
 (août 2017).
Si vous disposez d'ouvrages ou d'articles de référence ou si vous connaissez des sites web de qualité traitant du thème abordé ici, merci de compléter l'article en donnant les références utiles à sa vérifiabilité et en les liant à la section « Notes et références ».
Un plaquiste est un ouvrier spécialisé dans la pose de cloisons sèches prêtes à l'emploi (plaques de plâtre).
Il travaille sur des bâtiments neufs ou en réhabilitation dans le secteur habitation, dans des bureaux, le commerce ou l'industrie.

## Rôles

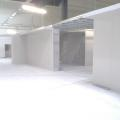
Exemple de cloisons.

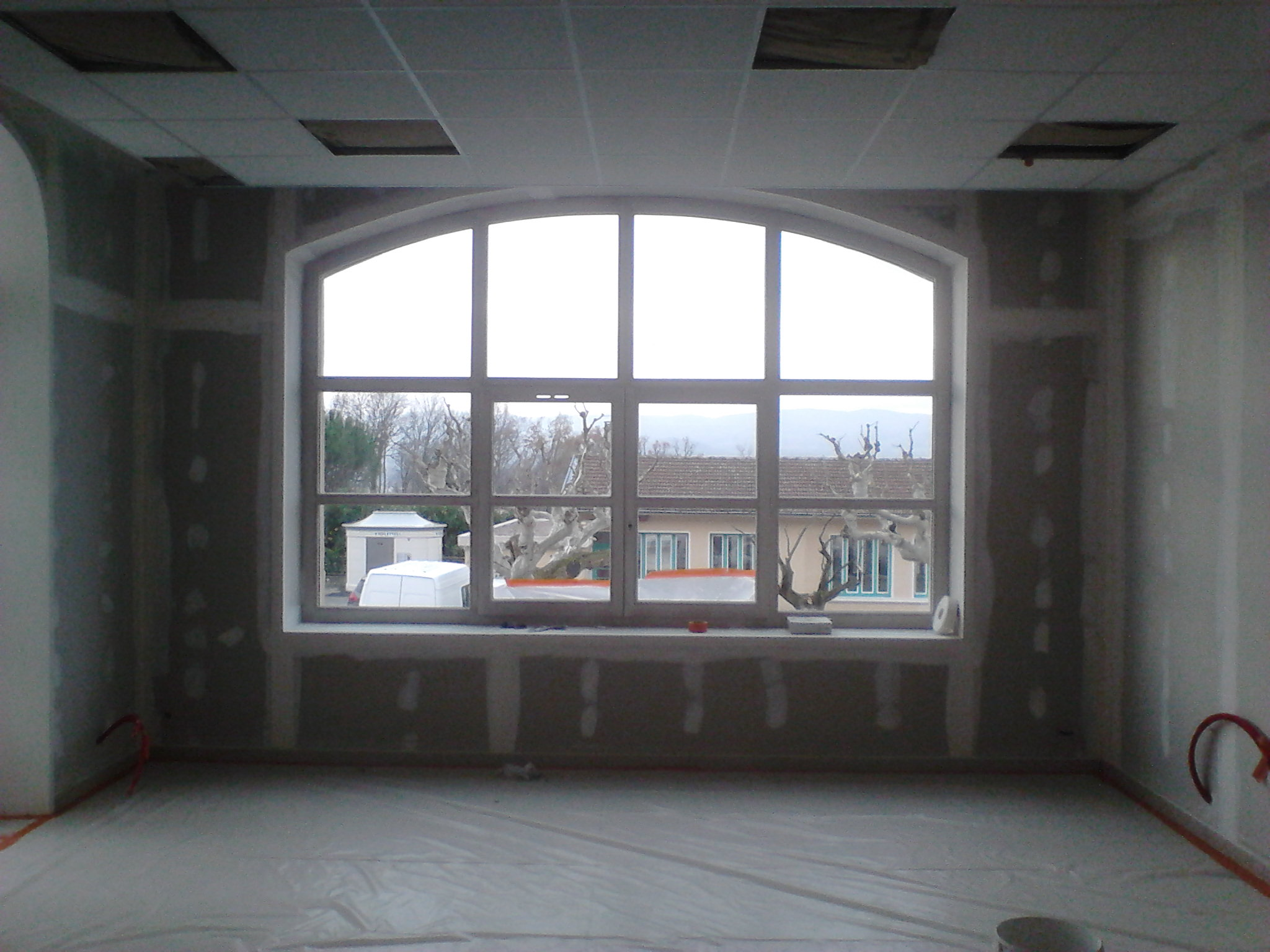
Doublages périphériques et faux plafond 600x600.

- Interprétation des plans d'exécution des maîtres d'œuvre (bureau d'étude, architecte, ingénieur, Économiste de la construction) et les exécute.
- Disposition des éléments de cloisons sèches, le plus généralement constituées par des plaques de plâtre, sur une ossature métallique (placostyl), ou sans ossature, cloisons alvéolaires.
- Intégration lors du montage d'éléments de menuiserie intérieure tels que portes, vitrages, guichets sur cadre.
- Cloisonnement des colonnes montantes destinées aux fluides (eau), gaz, électricité, VMC, courants faibles. Mettre en place le réseau électrique n'est pas le rôle du plaquiste, mais celui de l'électricien. De la même façon, sur les cloisons d'eau, ce ne sont pas les plaquistes mais les plombiers qui doivent prévoir les trappons d'accès autour des réservations dans les dalles.
- Mise en place des cloisons de doublage de murs avec isolation thermique et/ou acoustique.
- Montage de faux plafonds.
- Réalisation des finitions (joints, enduits) sur les revêtements muraux qu'il a posé.
- Le ou la plaquiste intervient, au sein d'une équipe ou seul, sur des chantiers de constructions neuves ou de rénovation.
- Les aptitudes : bonne condition physique, aptitude au travail en hauteur, esprit d'équipe, pragmatisme.

## Formation en France
La formation CAP peut comporter une spécialité dédiée à la « voie humide » dans la pose de cloisons : plâtrier-plaquiste, dont le marché actif est de 30 % pour le plâtre et de 70 % en ce qui concerne les plaques.

Souvent, le plaquiste réalise la pose de faux-plafond et de faux-planchers industrialisés. Il peut également avoir en charge les opérations de déflocage ou de désamiantage après avoir suivi une formation spécifique.
Il existe un BEP de plaquiste.

## Risque de santé
Il existe des risques liées aux fumées, poussiéres de platre et peinture. Le port du masque est important. 